# Kubikzoll
Ein Kubikzoll (veraltet auch Würfelzoll, englisch cubic inch) ist das Volumen eines Würfels mit einem Zoll Kantenlänge.

## Allgemeine Angaben

### Nichtmetrische Kubikzoll
- 1 Kubikzoll = 1 Zoll × 1 Zoll × 1 Zoll = 1728 Kubiklinien
- 1728 Kubikzoll = 1 Kubikfuß

### Rheinländischer Kubikzoll
- 1 Kubikzoll (Rheinl.) = 9⁄10 Pariser Kubikzoll = 17,857 cm³ ≈ 1/56000 m³

### Pariser Kubikzoll
Pariser Kubikzoll war ein weitverbreitetes Referenzmaß.
- 1 Kubikzoll (Pariser) = 10⁄9 Kubikzoll (Rheinl.) = 19,8364 cm³ ≈ 1/50000 m³

### Preußischer Kubikzoll
Die Preußische Maß- und Gewichtsordnung vom 16. Mai 1816 legte das preußische Maß für ganz Preußen fest.
- 1 Kubikzoll (Preußen) = 1728 Kubiklinien ≈ 17,891 cm³ = 0,017891 Liter

### Englischer Zoll
Der englische Zoll (inch) ist exakt 2,54 Zentimeter lang, demnach hat ein Kubikzoll ein Volumen von exakt 16,387064 cm³. Die US-Gallone hat ein Volumen von exakt 231 Kubikzoll, die Imperial Gallon wird seit ihrer Reform 1824 nicht mehr vom Kubikzoll abgeleitet. (Bis ca. Anfang der 1950er Jahre haben sich der englische und der US-amerikanische Zoll geringfügig voneinander unterschieden.)
- 1 cubic yard = 27 cubic foot = 46656 cubic inch
- 1 acre-foot = 43560 cubic foot = 75271680 cubic inch

Die Einheit war im gesamten englischen Sprachraum verbreitet. Seitdem die meisten Staaten das metrische System nach SI-Standard adaptiert haben, sind die USA das wichtigste Verbreitungsgebiet, in dem metrische Größenangaben weiterhin die Ausnahme darstellen.
Bei Modellmotoren (meist für Flugzeuge und Rennboote, oft aus Japan) hat sich die Größenangabe des Hubraums in Hundertstel Kubikzoll durchgesetzt. Ein mit „40“ bezeichneter Motor hat also 0,40 × 16,39 cm³ Hubraum, somit 6,56 cm³. Ein Motor „61“ hat die klassisch großen 10 Kubikzentimeter.

## Symbole/Abkürzungen
Es gibt kein einheitliches Symbol; folgende Abkürzungen werden gebräuchlich verwendet:
- cubic inches, cubic inch, cubic in
- cu inches, cu inch, cu in
- inches/-3, inch/-3, in/-3
- inches^3, inch^3, in^3
- inches³, inch³, in³
- cui
- c.i.
- CID steht für Cubic Inch Displacement (Kubikzoll Hubraum) für Verbrennungsmotoren

## Umrechnung
1 Kubikzoll entspricht:
- 1 in³ = 16,387064 cm³
- 1 in³ = 0,016387064 l
- 1 in³ = 0,000016387064 m³
- 1 in³ ≈ 0,0005787037037 cubic feet
- 1 in³ ≈ 0,0000214334705 cubic yards
- 1 in³ ≈ 0,00000000000000393146573 cubic miles
- 1 in³ ≈ 0,554112552 U.S. fluid ounces
- 1 in³ ≈ 0,069264069 U.S. cups
- 1 in³ ≈ 0,000465025413 U.S. bushels
- 1 in³ ≈ 0,00432900431 U.S. liquid gallons
- 1 in³ ≈ 0,00010307153119 barrels

- 1 cubic feet = 1728 in³
- 1 cubic yard = 46656 in³
- 1 cubic mile = 254358061056000 in³
- 1 U.S. fluid ounce = 1,8046875 in³
- 1 cup = 14,4375 in³
- 1 U.S. bushel = 2150,42 in³
- 1 U.S. liquid gallon = 231 in³
- 1 barrel = 9702 in³